# Pulkovo Airlines-vlucht 612
Pulkovo Airlines-vlucht 612 was een Tupolev Tu-154 van Pulkovo Airlines onderweg van Luchthaven Vitjazevo te Anapa naar Luchthaven Poelkovo te Sint-Petersburg. Het toestel stortte op 22 augustus 2006 neer. Alle bemanningsleden en passagiers kwamen daarbij om het leven.
Door onweerswolken op grote hoogte kwam het vliegtuig in problemen en raakte hierdoor in een tolvlucht waar het niet uit hersteld werd waardoor het het neerstortte.